# Cuphea pseudovaccinium
Cuphea pseudovaccinium är en fackelblomsväxtart som beskrevs av St.-hil.. Cuphea pseudovaccinium ingår i släktet blossblommor, och familjen fackelblomsväxter. Inga underarter finns listade i Catalogue of Life.